# انترفيرون ألفا
انترفيرون ألفا (بالإنجليزية: Interferon alfa)‏ أو مالتيفيرون (بالإنجليزية: Multiferon)‏، هو دواء صيدلاني يتكون من انترفيرون ألفا طبيعي، يتم الحصول عليه من جزء الكريات البيض من دم الإنسان بعد تحريض فيروس سينداي. يحتوي انترفيرون ألفا على العديد من الأنواع الفرعية انترفيرون ألفا التي تحدث بشكل طبيعي ويتم تنقيتها بواسطة الاستشراب الانجذابي.